# Floorshow
Floorshow es el nombre con el que se conoce al primer EP del grupo inglés identificado con el movimiento de rock gótico, The Sisters of Mercy, formado, en ese momento, por Andrew Eldritch, Gary Marx, Craig Adams y Ben Gunn, producido y publicado en 1981 sólo en disco de vinilo de 7 pulgadas, de manera independiente a través del sello Merciful Release, que fundó Eldritch, como su segundo material dado a conocer.
La publicación fue limitada, sólo contó con 500 copias, y en realidad no tiene nombre alguno en portada, sólo se le conoce en revistas y en discografías por el primer tema en el lado A como Floorshow o, incluso, como Floorshow EP. Nunca se publicó en CD, aunque se reeditó algunas ocasiones hasta 1986.
El tema "Floorshow" fue escrito por Eldritch, Marx y Adams; el segundo tema, Lights, fue escrito solo por Eldritch, así como Adrenochrome en el lado B, en el que también se incluyó una versión de Teachers de Leonard Cohen.
Es un EP solo por su duración, aunque bien puede considerársele como su segundo disco sencillo.
Fue la primera grabación del grupo en la que se empleó como percusión al Doktor Avalanche, una caja de ritmos.

## Listado de canciones
| Lado A |             |          |  |
| N.º    | Título      | Duración |  |
| 1.     | «Floorshow» | 3:20     |  |
| 2.     | «Lights»    | 5:30     |  |

| Lado B |                         |          |  |
| N.º    | Título                  | Duración |  |
| 1.     | «Teachers/Adrenochrome» | 7:35     |  |

## Créditos
- Andrew Eldritch – vocalista.
- Gary Marx – guitarras.
- Ben Gunn – guitarras.
- Craig Adams –bajo.

Percusión con el Doktor Avalanche.